# Rugby club vannetais
El Rugby club vannetais és un club de Rugbi a 15 que juga a la Pro D2. El club es va fundar el 1950.